# NGC 3611
NGC 3611 este o galaxie spirală situată în constelația Leul. A fost descoperită în 27 ianuarie 1786 de către William Herschel. Se află la o distanță de 31,77 de megaparseci de Pământ.